# Vorstendommen in Albanië
De term Albanese vorstendommen (Albanees: Principatat Arbërore) verwijst naar vorstendommen op de Balkan gedurende de middeleeuwen die geregeerd werden door Albanese adellijke families. In de 12e eeuw ontstond het eerste Albanese vorstendom, deze werd gesticht door de Progoni-dynastie. De Albanezen realiseerden daarmee onafhankelijkheid van het Byzantijnse Rijk. Succesvolle Albanese vorstendommen die volgden waren die van de dynastieën van  Muzaka, Thopia, Balsha, Shpata, Arianiti, Dukagjini en Kastrioti. Tussen de 13e en 15e eeuw waren sommige andere Albanese vorstendommen lokale autonome gebieden of vazalen. In 1444 verenigden alle vorstendommen zich tot één Albanese staat, de Liga van Lezhë.

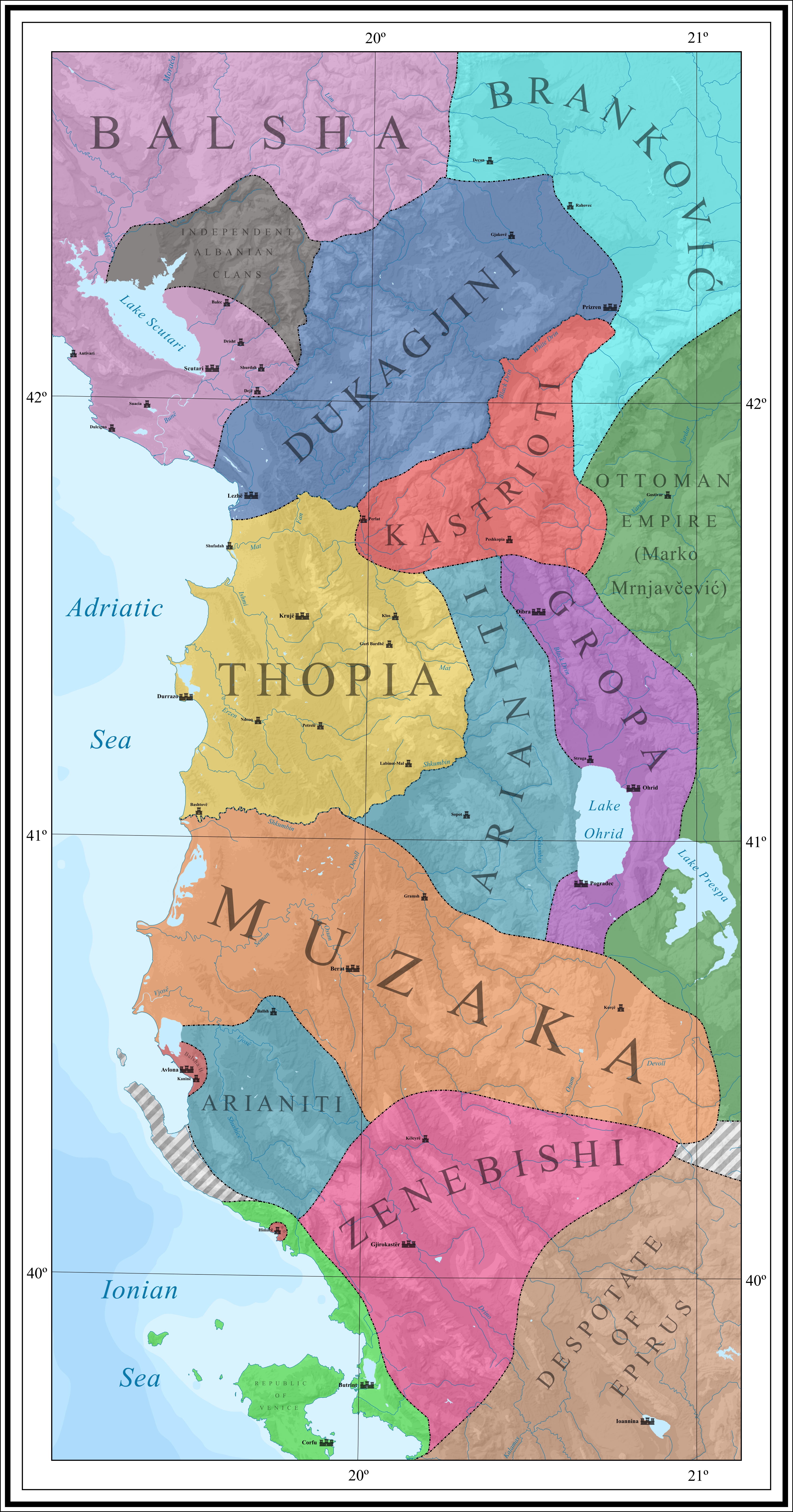
De Albanese vorstendommen omstreeks het jaar 1390, wat geografisch overeen komt met de Liga van Lezhë en het moderne Albanië.

|         |        |        |        |        |          |           |           |
| Progoni | Muzaka | Thopia | Balsha | Shpata | Arianiti | Dukagjini | Kastrioti |

## Vorstendom Progoni
Het vorstendom Progoni (1190-1255) was het eerste Albanese vorstendom tijdens de middeleeuwen. Het uitroepen van het vorstendom Arbër, in het noorden van Albanië, met Krujë als hoofdstad en werd uitgeroepen op 1190. De stichter staat bekend onder de naam van Progon en werd later vervangen door zijn zoons als Gjin Progoni en Dhimitër Progoni. Nderfandina is bekend als het belangrijkste centrum van het gebied. Het vorstendom viel in 1255 uiteen.

## Vorstendom Gropa
Het vorstendom Gropa (1258-1395) was een vorstendom van de Albanese edele familie Gropa die de regio van Pogradec, Ohrid en Debar regeerde in de 12e - 14e eeuw. Zij waren bondgenoten van de Serviërs onder leiding van Vukašin Mrnjavčević. Zijn zoon, Prins Marko, startte echter rivaliteit met de Gropa's en eiste meer grondgebied voor de Serviers. Na hulp van de Muzaka's hadden de Gropa's hun eigen gebied terug.

## Vorstendom Matranga
Het vorstendom Matranga (1280-1367) was een Albanese edele familie tijdens de 13e en 15e eeuw die een eigen staat ontwikkelde in de omgeving van Vlorë. Leden van deze familie waren de lokale heersers, functionarissen en schrijvers. Na de bezetting van Albanië door het Ottomaanse Rijk, emigreerde een deel van de familie naar Italië en vestigde zich in de Arbëreshë-dorpen in Zuid-Italië, waar ze de Albanese taal bleven behouden.

## Vorstendom Muzaka
Het vorstendom Muzaka (1280-1444) met als hoofdstad Berat werd in 1280 gecreëerd door Andrea I Muzaka. In 1444 werd het verenigd met de andere vorstendommen in de Liga van Lezhë.

## Vorstendom Jonima
Het vorstendom Jonima (1319-1444) was een autonoom gebied geregeerd door de Albanese Jonima-dynastie in noord-Albanië tijdens de heerschappij van de Progoni dynastie en werd later door nakomelingen geregeerd gedurende de Servische overheersing op de Balkan. Vladislav Jonima was in dienst van Stefan Uroš II. Als katholiek werd Vladislav Jonima door de paus erkend als heerser van het gebied rond Lezhë in 1319. Vladislav Jonima had de titel van heerser van de kust van Albanië.

## Vorstendom  Thopia
Het vorstendom Thopia (1328-1444) was een lange overheersing van centraal-Albanië door de succesvolle Albanese dynastie Thopia. De familie Thopia was een van de machtigste Albanese edele families in de late middeleeuwen. Vorst Tanush I Thopia was de stichter, zijn zoon Andrea en later zijn kleinzoon Karl, volgden zijn zeggenschap en gingen verder als heersers van Centraal-Albanië. Karl Thopia wist de Fransen  uit Albanië te verdrijven. Niketa Thopia was de laatste heerser van deze dynastie.

## Vorstendom Valona
Het vorstendom Valona (1346–1417) was een vorstendom tussen Vlorë en Berat dat fungeerde als vazal van het Keizerrijk Servië, later van het Ottomaanse Rijk. Het vorstendom werd geregeerd door de Bulgaarse Asen-dynastie en later door de Albanese Balsha-dynastie.

## Vorstendom Shpata en Losha
Het vorstendom Shpata en Losha (1358-1416) was een vorstendom in zuid-Albanië. In 1367 viel het Griekenland binnen waarna succesvol Epirus, Acarnanië en Aetolië werden veroverd. Zij verdeelden daar twee vorstendommen onder elkaar. De Shpata dynastie heerste tot 1416 over het Despotaat Arta.

## Vorstendom Balsha
Het vorstendom Balsha (1360-1421) besloeg delen van noord-Albanië en Montenegro. Het fungeerde aanvankelijk als vazal van het Keizerrijk Servië. Na de val van het Servische rijk ging het verder als het vorstendom Zeta, waar rond 1360 de Balsha-dynastie heerste.
Over de etniciteit van deze dynastie heerst onduidelijkheid. Een theorie is dat de Balsha's (Servisch: Balšić) een Albanese dynastie was die sterk beïnvloed was door het Servische rijk en zich in hoge mate had geassimileerd.
- De Servische middeleeuwse documenten betitelde de dynastie als 'lokale Albanese heersers'.[2]Dit geldt ook voor de Bulgaarse, Hongaarse en Ottomaanse archieven.[3]

## Vorstendom Zenebishi
Het vorstendom Zenebishi (1373-1444) was een Albanese vorstendom in Gjirokastër en omgeving. Zij waren in strijd met de Grieken, de Grieken vroegen de Ottomanen om hulp om deze dynastie in gareel te houden, echter, nadat de Ottomanen de regio Epirus hadden veroverd, gaven zij leden van deze familie hoge posities binnen de Ottomaanse hiërarchie.

## Vorstendom Dukagjini
Het vorstendom Dukagjini (1387-1444) was een van de belangrijkste vorstendommen in middeleeuws Albanië. Hun heerschappij heeft nog steeds invloeden in Kosovo. Het werd gesticht door Pal I Dukagjini en Lekë I Dukagjini en later door zijn nakomelingen. In 1444 werd het verenigd met de andere vorstendommen in de Liga van Lezhë.

## Vorstendom Kastrioti
Het vorstendom Kastrioti (1389-1444) was een in de late middeleeuwen gesticht vorstendom van Pal Kastrioti in het noord-centrale gebied van Albanië die over het gebied regeerde tot 1407 waarna zijn zoon Gjon Kastrioti de heerschappij volgde. Later zou de Albanese volksheld Skanderbeg zijn vader Gjon opvolge. De Kastrioti familie staat bekend als één van de succesvollere Albanese adelen en om hun verzet tegen de Ottomanen.

## Vorstendom Zaharia
Het vorstendom Zaharia (1396-1444) was een Albanees vorstendom dat nauw verwant was met de Balsha-dynastie. Zij kregen veel zeggenschap in het Noorden van Albanië.

## Vorstendom Spani
Het vorstendom Spani (1400-1442) was een Noord-Albanese staat opgericht door de Albanese rooms-katholieke priester Pjetër Spani. Het ontstond in de 14e eeuw als een belangrijke familie in het dorpje Disht, in de omgeving van Shkodër. Aan het einde van de 15e eeuw vestigde een groot deel van deze familie zich in de kerkelijke gebieden buiten Albanië, met name Venetië en Dalmatië.

## Vorstendom Dushmani
Het vorstendom Dushmani (1402-1444) was een Albanees vorstendom in delen van het huidige Noord-Albanië en Montenegro. De oprichter was de katholieke Albanese priester Pal Dushmani. Lekë Dushmani, lid van de familie, was samen met Gjergj Kastrioti en Vladan Jurica bevelgever in het Albanese leger tegen de Ottomanen. Dochter Jerina Dushmani was in het rijk zeer geliefd en geroemd vanwege haar uiterlijk, zij wilde trouwen met de prins van de Zaharia's maar haar vader Lekë Dushmani weigerde dit en liet de prins doden. Later zou blijken dat Nikollë Dukagjini dit zou gedaan hebben.

## Vorstendom Arianiti
Het vorstendom Arianiti (1432-1444) was een in 1432 gecreëerd vorstendom door prins Gjergj Arianiti in centraal-Albanië. In 1444 sloot de Staat van Arianiti zich ook aan bij de Liga van Lezhë.

## Liga van Lezhë
De Liga van Lezhë (2 maart 1444 - 25 april 1479) was een verbond tussen alle vorstendommen van Albanië, gesloten in de stad Lezhë tot één Albanese staat. Het werd in 1479 veroverd door het Ottomaanse Rijk na een langdurige oorlog.
De liga werd geleid door Skanderbeg en na zijn dood door Lekë Dukagjini. Skanderbeg had een bijeenkomst georganiseerd, waar de Albanese edelen, de Arianits, Dukagjins, Spani, Thopias, Muzakas, en de leiders van de vrije Albanese vorstendommen van de hoge bergen, aanwezig waren en waar ze tot het besluit kwamen om gezamenlijk tegen de Turken te strijden. Ze kozen Skanderbeg als hun leider.